# In and Out of Love (Bon Jovi)
In and Out of Love è una canzone dei Bon Jovi, scritta da Jon Bon Jovi. Fu estratta come secondo singolo dal secondo album in studio del gruppo, 7800° Fahrenheit, nel luglio del 1985. Raggiunse la posizione #37 della classifica Mainstream Rock Tracks e la #69 della Billboard Hot 100, piazzamento che mantenne per due settimane.
Il brano fa parte del primo greatest hits del gruppo, Cross Road, pubblicato nel 1994. Inoltre, una versione dal vivo di In and Out of Love, registrata a Tokyo durante l'estate del 1985, è presente nell'album live One Wild Night Live 1985-2001.

## Videoclip
Il videoclip di In and Out of Love, come d'altronde quasi tutti quelli realizzati dai Bon Jovi negli anni ottanta, mostra il gruppo mentre esibisce il brano dal vivo. Viene molto evidenziata la presenza del pubblico, che era stato assente negli ultimi due video della band. Nel clip, inoltre, si trovano anche alcune scene che mostrano i membri del gruppo in momenti di relax, quando non sono impegnati sul palco: ad esempio, mentre girano insieme per strada, oppure mentre sono in spiaggia o in piscina. A detta di molti, questo è uno dei video più divertenti tra quelli realizzati finora dai Bon Jovi.

## Classifiche
| Classifica (1985)             | Posizione massima |
| ----------------------------- | ----------------- |
| Stati Uniti                   | 69                |
| Stati Uniti (mainstream rock) | 37                |

## Formazione
- Jon Bon Jovi - voce
- Richie Sambora - chitarra solista, seconda voce
- David Bryan - tastiere, seconda voce
- Alec John Such - basso, seconda voce
- Tico Torres - batteria, percussioni